# یواس‌اس استورجن (اس‌اس‌ان-۶۳۷)
یواس‌اس استورجن (اس‌اس‌ان-۶۳۷) (به انگلیسی: USS Sturgeon (SSN-637)) یک زیردریایی بود که طول آن ۸۹ متر (۲۹۲ فوت) بود. این زیردریایی در سال ۱۹۶۶ ساخته شد.